# Rachid Mimouni
Pour les articles homonymes, voir Mimouni.
Mohamed Mimouni, dit Rachid Mimouni, né le 20 novembre 1945 à Alma, aujourd'hui Boudouaou (Algérie) et mort le 12 février 1995 à Paris d'une hépatite aigüe, est un écrivain algérien.

## Biographie
Rachid Mimouni naît à Boudouaou, à 30 km à l'est d'Alger. Il est issu d'une famille paysanne pauvre. Malgré son enfance maladive (douleurs aux articulations), il réussit ses études et accède au cycle supérieur.
Étudiant à Alger, il obtient sa licence en sciences commerciales en 1968. Après un bref passage par le monde professionnel (assistant de recherche), Mimouni part au Canada finir ses études, à l'École des hautes études commerciales de Montréal. Il étudie les sciences à l'Université d'Alger avant d'enseigner à l'École supérieure de commerce d'Alger.
À partir de 1976, il enseigne à l'INPED (Boumerdès), puis après à l'école supérieure du commerce à Alger, dans les années 1990.
Rachid Mimouni a été membre du conseil national de la culture, président de la fondation Kateb Yacine, président de l'avance sur recettes et vice-président d'Amnesty International.
Menacé de mort, il s’installe en 1993, avec sa famille, au Maroc où il tiendra pendant deux ans sur la radio Medi 1 des chroniques hebdomadaires sur l’actualité politique et la dérive du monde.
Rachid Mimouni meurt à quarante-neuf ans, d’une hépatite, à l'hôpital Cochin, le 12 février 1995, à Paris.
En 1996, Jules Roy écrit que les « voyous » du FIS ont profané la sépulture et le corps de Rachid Mimouni. « Le lendemain de son inhumation, m'a dit Rachid Boudjedra, ils l'ont déterré dans la nuit et découpé en morceaux. »[réf. nécessaire]

## Son œuvre
Bien que de formation commerciale, sa vocation est littéraire. Mimouni est très tôt attiré par la lecture et l'écriture. Son premier roman Le printemps n'en sera que plus beau où se mêlent l'amour et la guerre, est l'histoire de deux jeunes Algériens, Hamid et Djamila, écrasés par la machine infernale de la guerre, qui sacrifient leur vie et leur amour pour l'Algérie.
Mimouni fait de son enfance difficile un thème et de la guerre d'Algérie (1954/1962) un repère pour ses chefs-d'œuvre, où il traite de beaucoup de sujets, notamment : la bureaucratie, l'amour, la sexualité, l'intégrisme, la dictature, la révolution.
Dans ses pages, Rachid Mimouni montre la réalité amère des Algériens et leur quotidien médiocre : harcèlements, intimidations, oppressions, provocations, etc. Il dépeint le tableau d'une Algérie à l'agonie, et une jeunesse prisonnière de dogmes révolus.
Le style d'écriture de Mimouni le plus souvent réaliste, comporte aussi des passages surréalistes. Les personnages de Mimouni font, généralement, la navette entre le passé et le présent. Les critiques littéraires ont appelé son style « va-et-vient » qui ressemble à l'écriture aux spirales de Kateb Yacine.

Tahar BEN JELLOUN écrit dans un hommage posthume publié juste après la mort de Rachid Mamouni:
Digne successeur de Kateb Yacine, il avait comme lui la haine du fanatisme et du totalitarisme. C'était un juste, un homme simple avec un imaginaire fabuleux, un univers surprenant. Son écriture est limpide, dépouillée à l'extrême. Ses images sont puisées dans le fond de la culture populaire. Il n'avait pas le comportement hautain de certains intellectuels. Il se définissait comme témoin, un homme à l'écoute d'un peuple à l'espérance trahie. C'était un homme du peuple. Il ne nourrissait à l'égard des autres écrivains maghrébins aucune rivalité, aucune jalousie. Il les lisait et ne disait jamais de mal d'eux, alors que certains, aigris et ratés, ne se gênaient pas pour le salir. Il ne réagissait pas. Il avait ainsi de la grâce et de l'élégance morale. C'était un homme de qualité, attentif et fraternel.
La plupart des romans de Mimouni censurés en Algérie, sont publiés en France, aussi il est moins connu en Algérie qu'en France.
La montée de l'intégrisme en Algérie l'a profondément déçu tout autant que l'assassinat de l'intelligentsia algérienne. La mort de Tahar Djaout, son ami de longue date, l'anéantit, il lui dédie son roman La Malédiction en ces termes : « À la mémoire de mon ami, l'écrivain Tahar Djaout, assassiné par un marchand de bonbons sur l'ordre d'un ancien tôlier ».
En décembre 1993, ce défenseur des libertés d’expression et de conscience se résout, la mort dans l’âme, à quitter son appartement de Boumerdès, à 50 km d’Alger, pour s’établir à Tanger au Maroc avec sa femme et ses trois enfants. Rachid Mimouni y tiendra sur les ondes de Médi 1 Radio qui émet de Tanger, une chronique quotidienne qui fera l’objet d’un recueil (Chroniques de Tanger) publié lors de sa disparition.
Rachid Mimouni est lauréat de plusieurs prix littéraires : le Prix de l'amitié franco-arabe 1990, le Prix de la critique littéraire 1990, le Prix de la liberté littéraire 1994 et d'autres encore. Depuis sa mort, chaque année, une rencontre littéraire réunit des libraires, des éditeurs et des écrivains pour des expositions, des rencontres, et des tables rondes. À son issue « le prix Rachid-Mimouni » est décerné à l'écrivain qui s'est le plus distingué.

## Œuvres principales

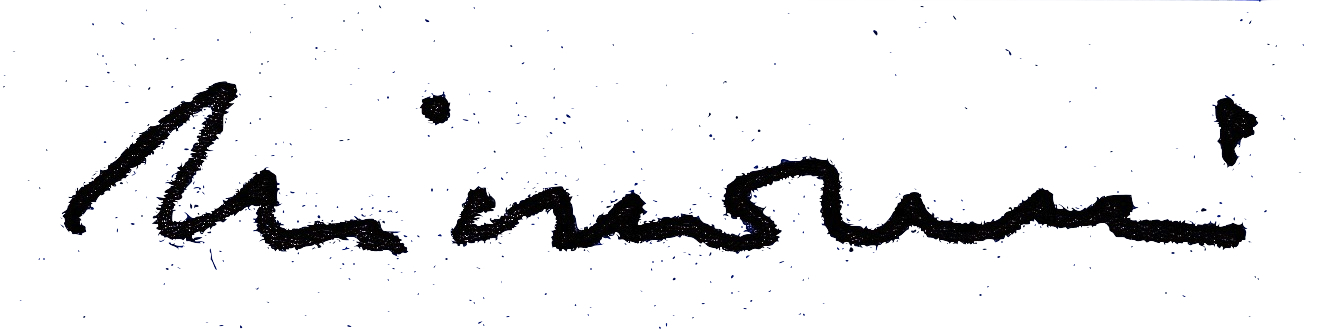
Signature de Rachid Mimouni

- 1978 : Le printemps n'en sera que plus beau, SNED
- 1982 : Le Fleuve détourné, Stock
- 1983 : Une paix à vivre, ENAL
- 1984 : Tombéza, Stock
- 1989 : L'Honneur de la tribu, Stock
- 1990 : La Ceinture de l'ogresse, Stock - Prix de la nouvelle de l'Académie Française
- 1991 : Une peine à vivre, Stock
- 1992 : De la barbarie en général et de l'intégrisme en particulier, Le Pré au clercs
- 1993 : La Malédiction, Stock
- 1995 : Chroniques de Tanger, Stock

## Prix littéraires
- 1990 : Prix de l'Amitié franco-arabe pour L'Honneur de la tribu
- 1990 : Prix de la critique littéraire : Ruban de la francophonie pour L'Honneur de la tribu
- 1990 : Prix de littérature-cinéma du festival international du film à Cannes pour L'Honneur de la tribu
- 1991 : Prix de la nouvelle de l'Académie Française pour La Ceinture de l'ogresse
- 1992 : Prix Hassan II des Quatre Jurys pour l'ensemble de l'œuvre
- 1993 : Prix Albert-Camus pour Une peine à vivre et De la barbarie en général et de l'intégrisme en particulier
- 1993 : Prix du Levant pour La Malédiction
- 1994 : Prix Liberté littéraire pour La Malédiction
- 1995 : Prix spécial Grand Atlas pour l'ensemble de son œuvre.